# Emil Vijački
Emil Rumenov Vijački (in bulgaro Емил Руменов Виячки?; Dupnica, 18 maggio 1990) è un calciatore bulgaro, difensore dell'Arda Kărdžali.

## Carriera
Ha giocato nella massima serie dei campionati bulgaro e macedone.